# 큰이빨뒤쥐
큰이빨뒤쥐(Sorex macrodon) 또는 멕시코큰이빨뒤쥐는 땃쥐과에 속하는 포유류의 일종이다. 뒤쥐속에 속하는 77종의 땃쥐 중의 하나이다.